# Monastyryshche
Monastyryshche (em ucraniano:   Монастирище) é uma cidade da Ucrânia, situada no Oblast de Tcherkássi. Tem 5,51 km² de área e sua população em 2020 foi estimada em 8.494 habitantes.